# Isoodon auratus
Isoodon auratus, conhecido como bandicoot-dourado(a), é uma espécie de marsupial da família Peramelidae, endêmica da Austrália.